# Theatrum Orbis Terrarum

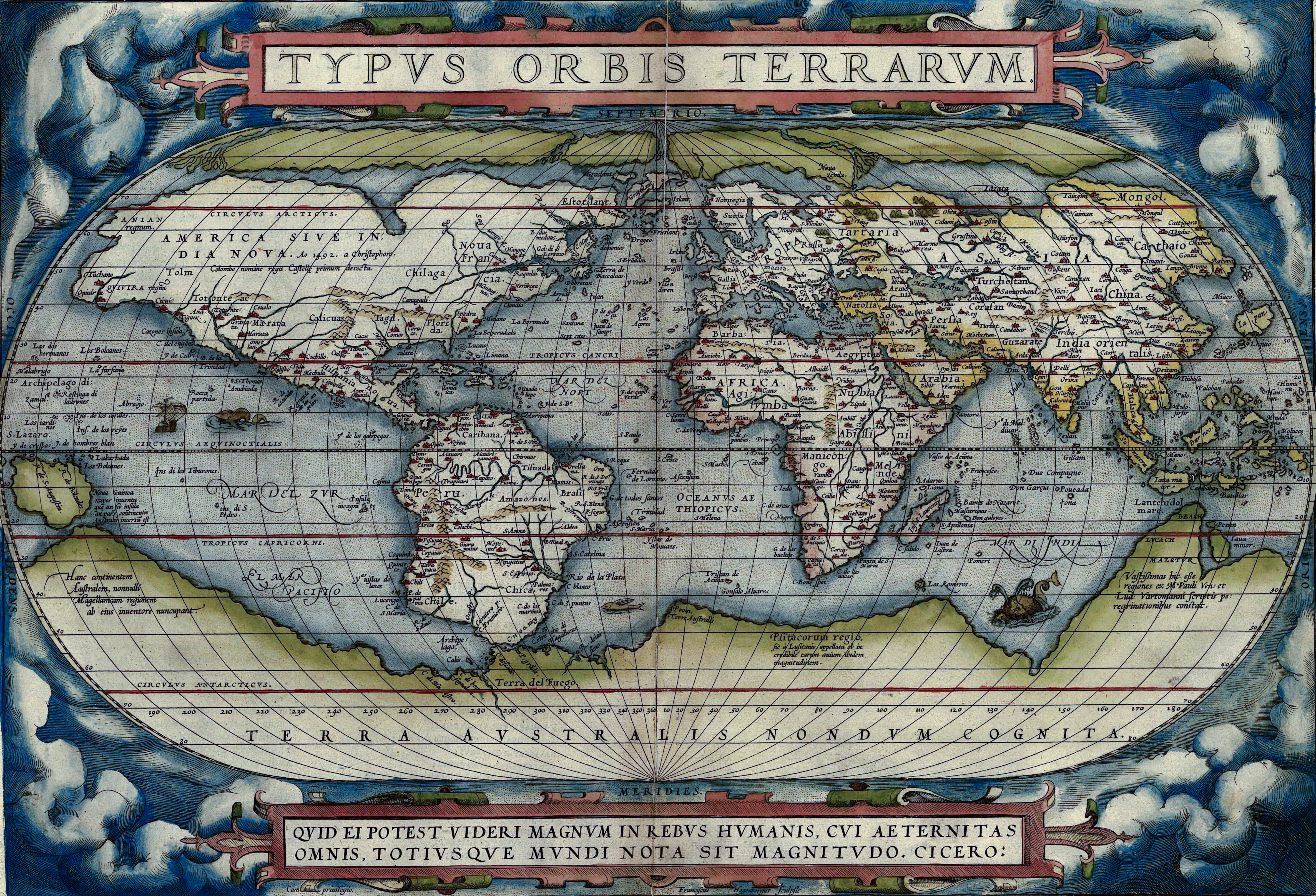
Em 1570 (20 de maio), Gilles Coppens de Diest em Antuérpia publicou 53 mapas criados por Abraham Ortelius sob o título Theatrum Orbis Terrarum, considerado o "primeiro atlas moderno". Três edições latinas desta (além de uma edição holandesa, francesa e alemã) apareceram antes do final de 1572; vinte e cinco edições saíram antes da morte de Ortelius em 1598; e vários outros foram publicados posteriormente, pois o atlas continuou a ser procurado até cerca de 1612. Este é o mapa-múndi deste atlas.

O Theatrum Orbis Terrarum AFI: [tɛˈɑːtrʊm ˈɔrbɪs tɛˈrːɑːrʊm] ("Teatro do Globo Terrestre") é considerado o primeiro verdadeiro atlas moderno. Escrito por Abraham Ortelius, fortemente encorajado por Gillis Hooftman e originalmente impresso em 20 de maio de 1570 em Antuérpia consistia em uma coleção de folhas de mapas uniformes e texto de apoio encadernados para formar um livro para o qual placas de impressão de cobre foram especificamente gravadas. O atlas de Ortelius é às vezes referido como o resumo da cartografia do século XVI. A publicação do Theatrum Orbis Terrarum (1570) é frequentemente considerada como o início oficial da Idade de Ouro da cartografia holandesa (aproximadamente 1570-1670).

## Conteúdo
O atlas não continha praticamente nenhum mapa da mão de Ortelius, mas 53 mapas agrupados de outros mestres, com a fonte indicada. Anteriormente, agrupamentos de mapas díspares eram lançados apenas como lotes personalizados, para pedidos individuais. No atlas Ortelius, no entanto, os mapas eram todos do mesmo estilo e do mesmo tamanho, impressos em placas de cobre, logicamente organizados por continente, região e estado. Além dos mapas, ele forneceu um comentário descritivo e referências no verso. Esta foi a primeira vez que todo o conhecimento da Europa Ocidental sobre o mundo foi reunido em um livro.
Na bibliografia, na seção 'Catalogus Auctorum', não foram mencionados apenas os 33 cartógrafos cujo trabalho foi registrado no Theatrum (o que na época ainda não era habitual), mas também o total de 87 cartógrafos do século 16 que Ortelius conhecia. Essa lista cresceu em todas as edições latinas e incluiu nada menos que 183 nomes em 1601. Entre as fontes, são citadas as seguintes: para o mapa-múndi, o Mapa-múndi (1561) de Giacomo Gastaldi; o porto Avenue of the Atlantic coast  (1562) de Diego Gutierrez, o mapa-múndi (1569) de Gerardus Mercator, que possuem oito mapas derivados do Theatrum.

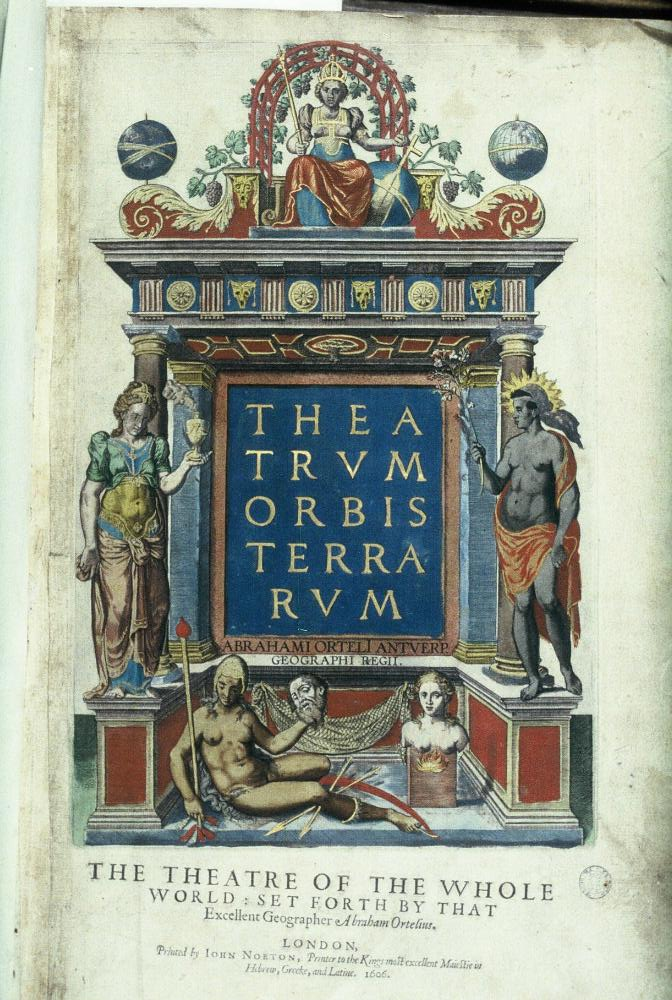
Página de rosto de uma edição de 1606 com figuras femininas representando os continentes

Para o mapa da Europa, mapa de parede (1554). do mapa de Mercator da Escandinávia (1539) de Olaus Magnus, o mapa da Ásia foi derivado de seu próprio mapa da Ásia de 1567, que por sua vez foi inspirado no de Gastaldi (1559). Também para o mapa da África, ele se referiu a Gastaldi.
Esta obra de Ortelius, consistia em uma coleção dos melhores mapas, refinados por ele mesmo, combinados em um mapa ou divididos em vários, e no mesmo tamanho (fólios de aproximadamente 35 x 50 cm). As coordenadas de nomenclatura e localização não foram normalizadas.

## Edições
Após a publicação inicial do Theatrum Orbis Terrarum, Ortelius revisou e expandiu regularmente o atlas reeditando-o em vários formatos até sua morte em 1598. De seus setenta mapas originais e oitenta e sete referências bibliográficas na primeira edição (1570), o atlas cresceu através de suas trinta e uma edições para abranger 183 referências e 167 mapas em 1612.
A cópia online do volume de 1573 mantida pela Biblioteca Estadual de Nova Gales do Sul contém 70 folhas numeradas de página dupla, colocadas em tocos na página central, com seis mapas combinados com tipografia descritiva no anverso de cada primeira folha. As lendas da maioria dos mapas nomeiam o autor cujo mapa Ortelius adaptou. No prefácio, Ortelius credita a Franciscus Hogenberg a gravação de quase todos os mapas.
O Additamentum de 1573 ao atlas é notável por conter o Cambriae Typus de Humphrey Llwyd, o primeiro mapa a mostrar o País de Gales por conta própria.
A partir da década de 1630, a família Blaeu publicou seu trabalho sob um título semelhante, Theatrum orbis terrarum, sive, Atlas Novus.

## Galeria

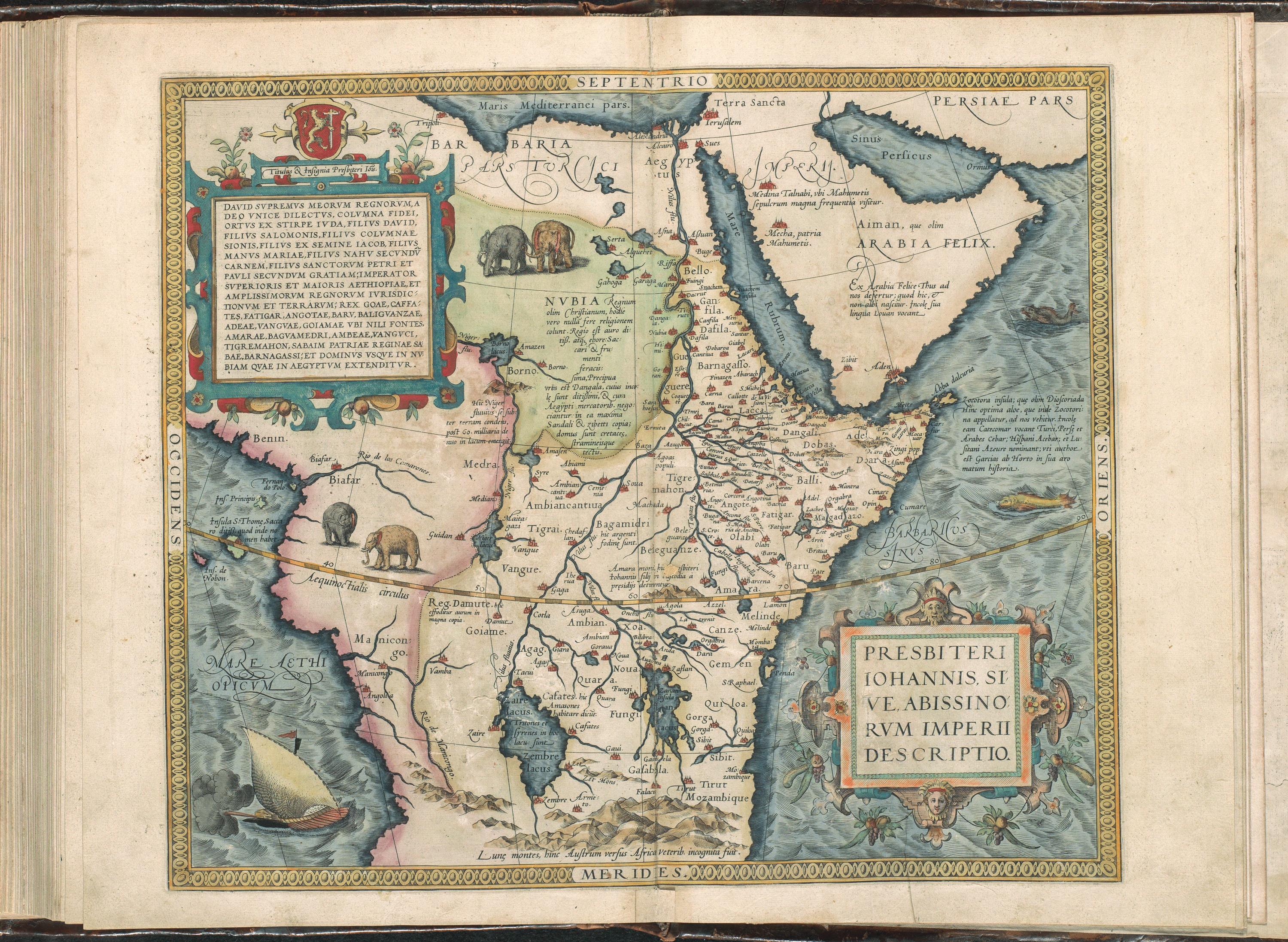
África e Península Arábica
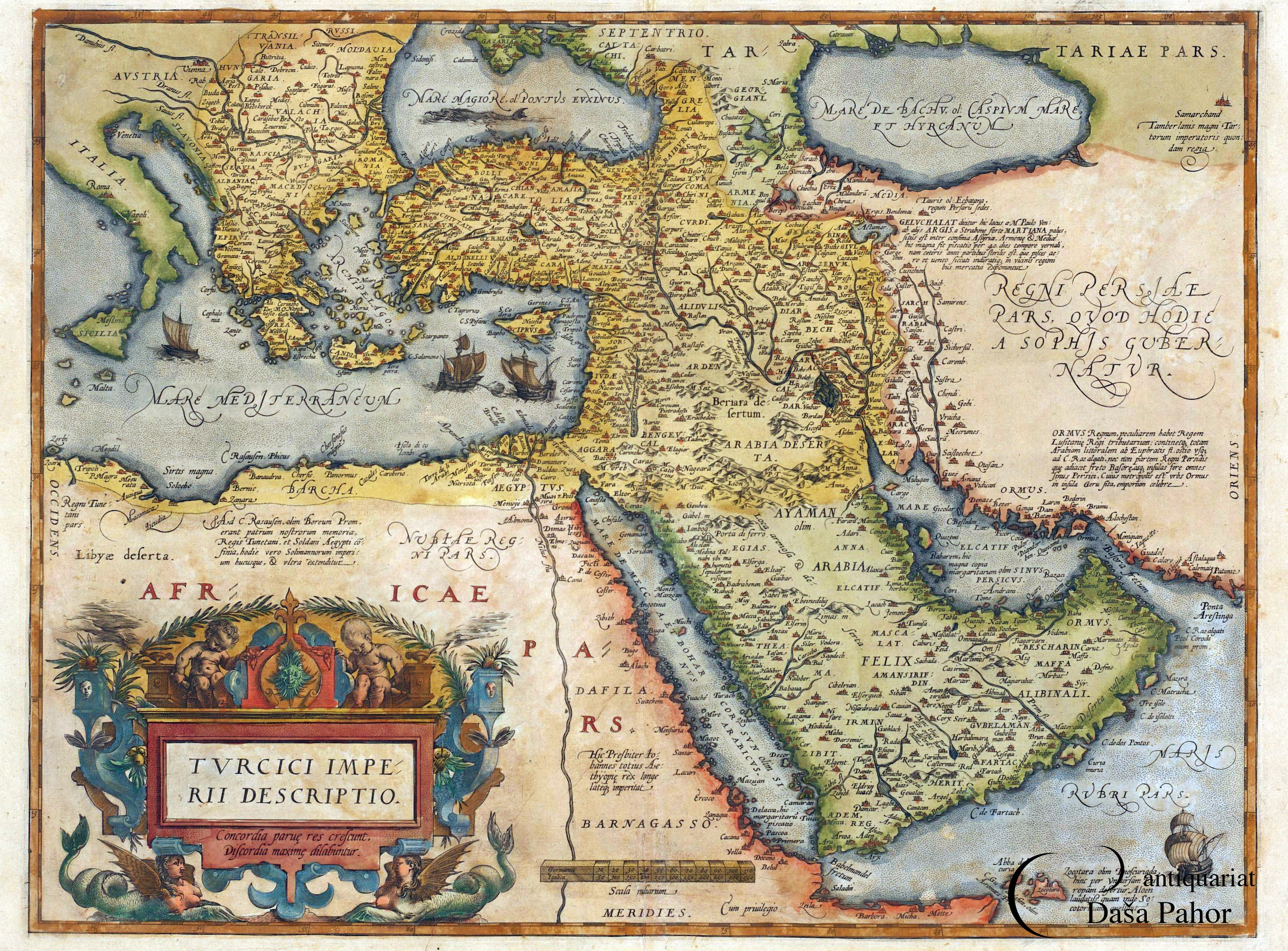
Império Turco
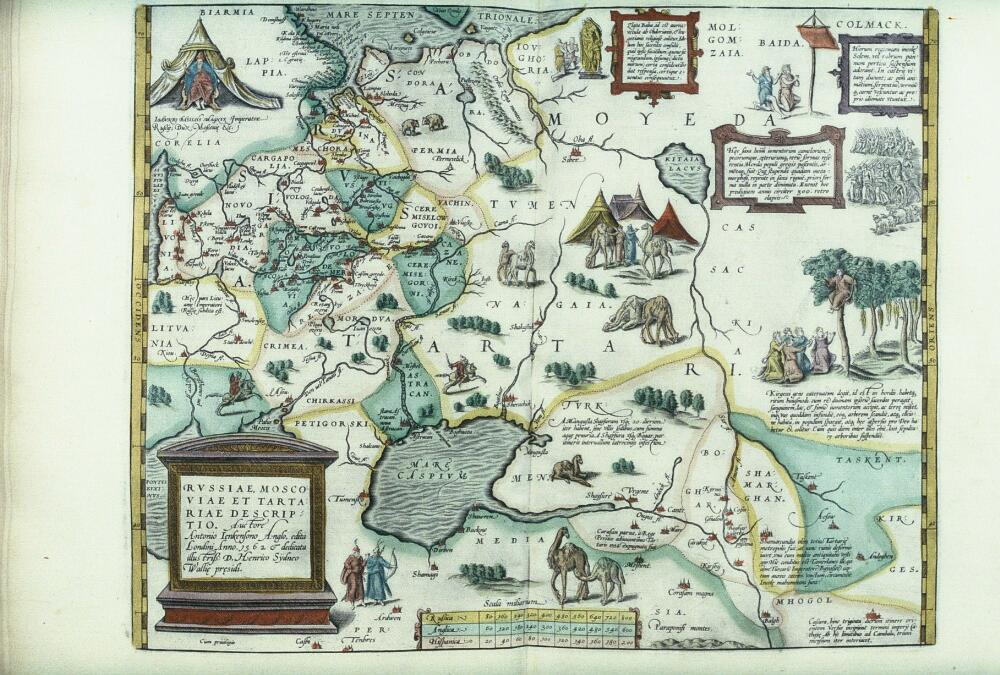
Rússia e Tartária
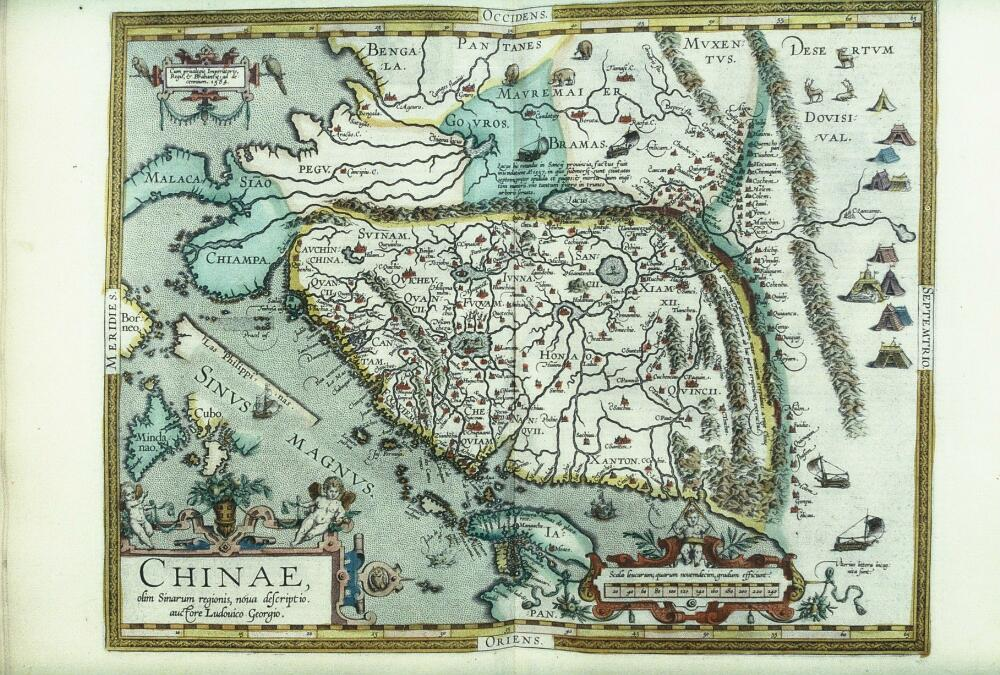
China e Sudeste Asiático, com o Ocidente no topo
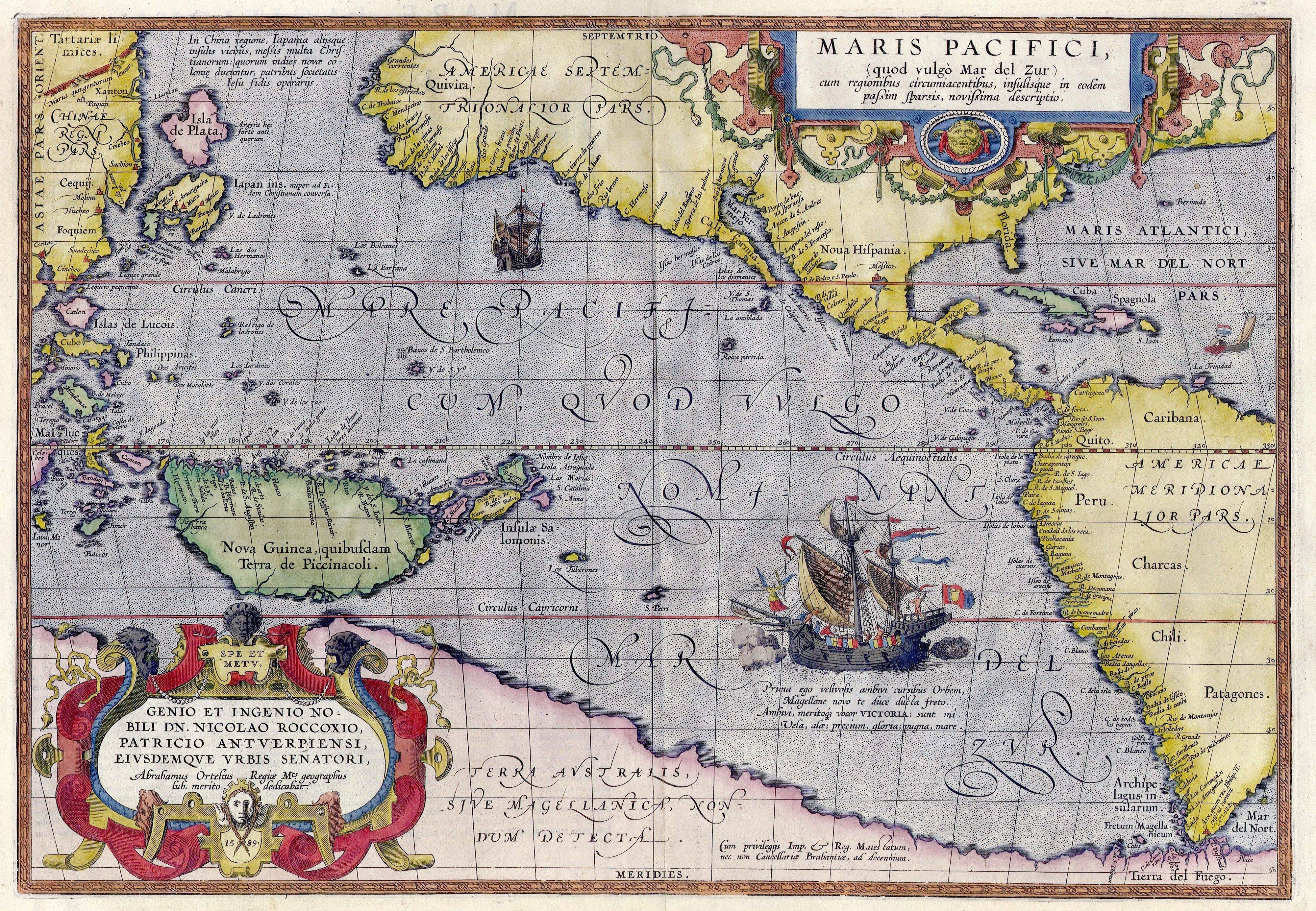
Maris Pacifici incluindo Terra Australis
Polônia e Lituânia
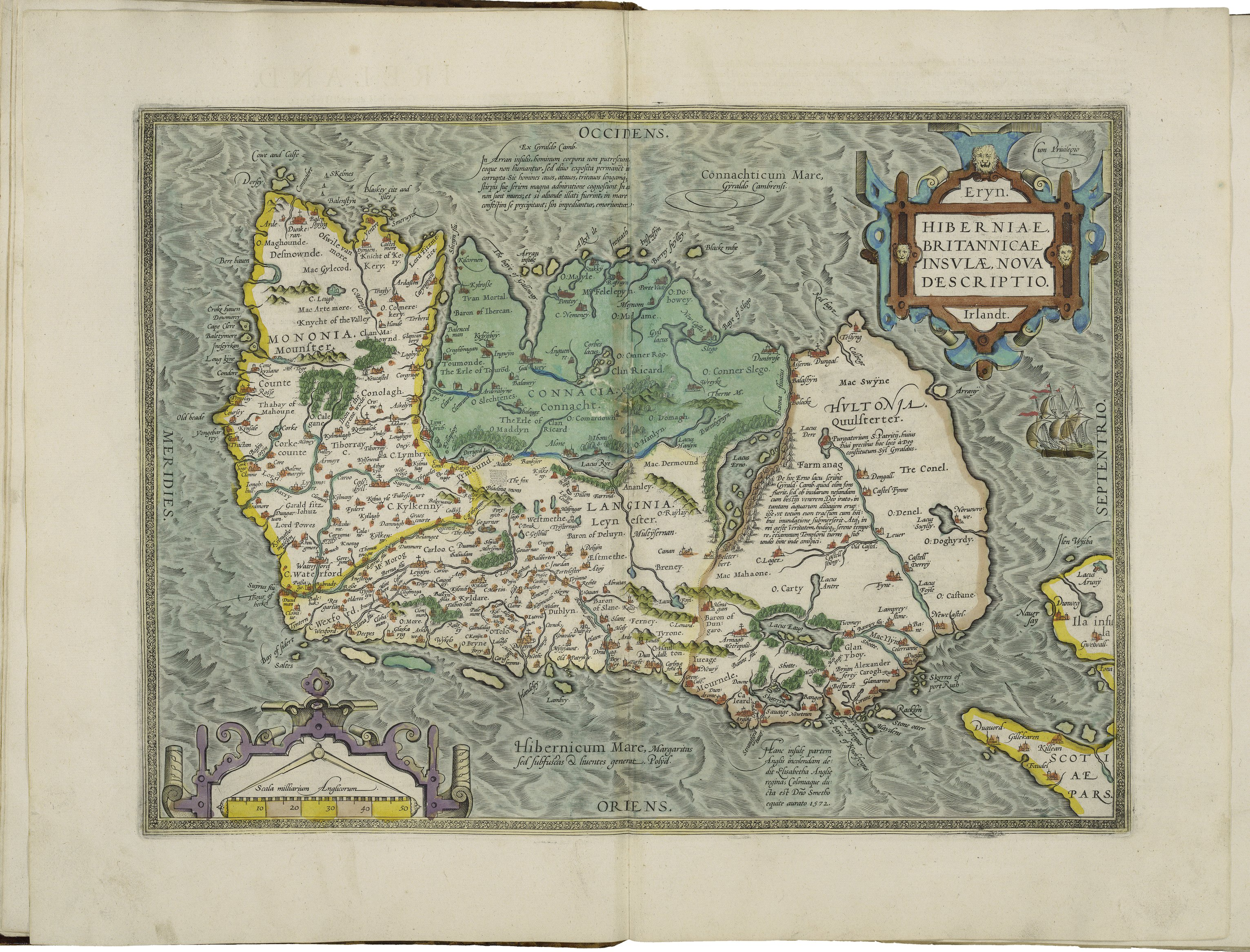
Hibérnia